# Archaeolycorea ferreirai
Archaeolycorea ferreirai  (лат.) — ископаемый вид бабочек из семейства нимфалид (Nymphalidae). Окаменелость найдена в отложениях олигоцена в окрестностях города Сан-Паулу (штат Сан-Паулу, Бразилия).